# Карђезе
Карђезе (фр. Cargèse) насеље је и општина у Француској у региону Корзика, у департману Јужна Корзика која припада префектури Ајачо.
По подацима из 2011. године у општини је живело 1212 становника, а густина насељености је износила 26,35 становника/km². Општина се простире на површини од 45,99 km². Налази се на средњој надморској висини од 60 метара (максималној 705 m, а минималној 0 m).

## Демографија
| 1962. | 1968. | 1975. | 1982. | 1990. | 1999. | 2011. |
| ----- | ----- | ----- | ----- | ----- | ----- | ----- |
| 665   | 753   | 889   | 898   | 915   | 982   | 1.212 |